# Седлиська (Лодзинське воєводство)
Седлиська (пол. Siedliska) — село в Польщі, у гміні Сокольники Верушовського повіту Лодзинського воєводства.
У 1975—1998 роках село належало до Каліського воєводства.
Через село пролягає воєводська дорога № 482.